# Antihistaminik
Antihistaminik je naziv za tvar koja djeluje tako da inhibira otpuštanje ili djelovanje biogenog amina histamina u tijelu.
Antihistaminici se koriste u liječenju mnogih bolesti kao što su npr. alergijske bolesti (urtikarija, peludna hunjavica) ili ulkusna bolest.
Histamin djeluje putem histaminskih receptora, među kojim razlikujemo 4 podtipa koji su različito razmješteni u tijelu, pa imaju i različite učinke. Tako možemo antihistaminike koji su u kliničkoj upotrebi podijeliti na:  
- Antagonisti H1-receptora: npr. loratidin, kloropiramin
- Antagonisti H2-receptora: npr. cimetidin, ranitidin
- Antagonisti H3-receptora H4-receptora su u fazi istraživanja

|  | Molimo pročitajte upozorenje o korištenju medicinskih informacija. Ne provodite liječenje bez savjetovanja s liječnikom! |